# Ivan Grigorovitch-Barski
Pour les articles homonymes, voir Grigorovitch et Barski.
 (septembre 2020).
La mise en forme du texte ne suit pas les recommandations de Wikipédia : il faut le « wikifier ».
Les points d'amélioration suivants sont les cas les plus fréquents. Le détail des points à revoir est peut-être précisé sur la page de discussion.
- Les titres sont pré-formatés par le logiciel. Ils ne sont ni en capitales, ni en gras.
- Le texte ne doit pas être écrit en capitales (les noms de famille non plus), ni en gras, ni en italique, ni en « petit »…
- Le gras n'est utilisé que pour surligner le titre de l'article dans l'introduction, une seule fois.
- L'italique est rarement utilisé : mots en langue étrangère, titres d'œuvres, noms de bateaux, etc.
- Les citations ne sont pas en italique mais en corps de texte normal. Elles sont entourées par des guillemets français : « et ».
- Les listes à puces sont à éviter, des paragraphes rédigés étant largement préférés. Les tableaux sont à réserver à la présentation de données structurées (résultats, etc.).
- Les appels de note de bas de page (petits chiffres en exposant, introduits par l'outil «  Source ») sont à placer entre la fin de phrase et le point final[comme ça].
- Les liens internes (vers d'autres articles de Wikipédia) sont à choisir avec parcimonie. Créez des liens vers des articles approfondissant le sujet. Les termes génériques sans rapport avec le sujet sont à éviter, ainsi que les répétitions de liens vers un même terme.
- Les liens externes sont à placer uniquement dans une section « Liens externes », à la fin de l'article. Ces liens sont à choisir avec parcimonie suivant les règles définies. Si un lien sert de source à l'article, son insertion dans le texte est à faire par les notes de bas de page.
- La présentation des références doit suivre les conventions bibliographiques. Il est recommandé d'utiliser les modèles {{Ouvrage}}, {{Chapitre}}, {{Article}}, {{Lien web}} et/ou {{Bibliographie}}. Le mode d'édition visuel peut mettre en forme automatiquement les références.
- Insérer une infobox (cadre d'informations à droite) n'est pas obligatoire pour parachever la mise en page.

Pour une aide détaillée, merci de consulter Aide:Wikification.
Si vous pensez que ces points ont été résolus, vous pouvez retirer ce bandeau et améliorer la mise en forme d'un autre article.
 (septembre 2020).
Ivan Grigorovitch Grigorovitch-Barski, né en 1713 et mort en septembre 1785, est un architecte ukrainien et russe, représentant du baroque cosaque tardif (rococo), très actif en Ukraine dans la seconde moitié du XVIIIe siècle, entre 1750 et 1775.
Il est l'auteur de nombreux édifices sacrés et civils à Kiev (fontaine Samson (1748-1749), église de l'Intercession (ru) (1766), église Saint-Nicolas-sur-les-Berges (ru) (1772-1775)), à Kozelets (cathédrale de la Nativité de la Vierge (ru), chancellerie régimentaire (ru)) et dans d'autres villes et villages d'Ukraine. Dans ses travaux ultérieurs, il opère une évolution notable vers le classicisme.

## Biographie
Il est né à Litky[а], issu d'une famille marchande, frère du voyageur Basile Grigorovitch-Barski. Il étudie à l'Académie de Kyiv-Mohyla de 1724 à 1730. Il devient architecte de la ville de Kiev. Il est également magistrat de la ville, marchand à Podil et père de 15 enfants.
Il est décédé à Kiev.

## Œuvre
Son œuvre d'architecte est un des sommets du baroque ukrainien. Elle concerne des bâtiments d'architecture civile et religieuse à Kiev et dans d'autres villes d'Ukraine. Elle se caractérise par la richesse de techniques de la composition, et un décor sobre et élégant des façades par des ornements architecturaux et floraux,.
Il embrasse à la fin de sa carrière le néoclassicisme.
Il commence son œuvre en 1748-1749 à Podil en construisant la fontaine de la Place des Contrats, que l'architecte entoure d'un pavillon en brique surmonté d'une statue de l'apôtre Saint-André. L'eau s'écoule alors d'un récipient tenu par un ange, qui est remplacé au début du xixe siècle, par Samson fracassant la gueule d'un lion.
L'architecte construit non seulement à Kiev, mais également dans diverses villes et villages d'Ukraine. En particulier en 1752-1770, il construit l'ensemble de la cathédrale de la Nativité de la Vierge à Kozelets, richement et magnifiquement décorée de stuc. Plus tard, en 1772-1774, il construit le porche, les cellules et d'autres structures du monastère Mejyhirska (Réservoir de Kiev) et la cathédrale de la Transfiguration du monastère Krasnohirskoho de Zolotonocha en 1767-1771 .

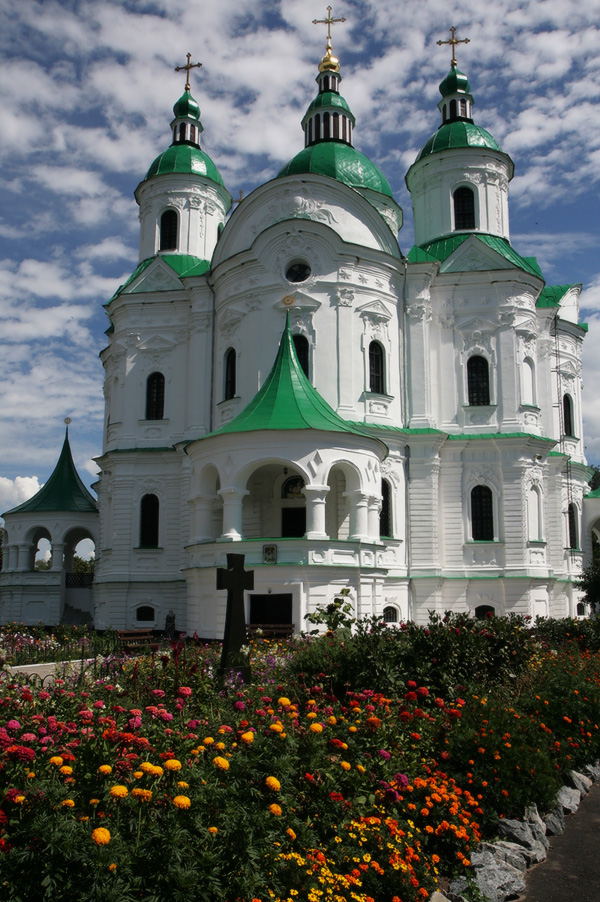
Cathédrale de la Nativité de la Vierge (Kozelets)

Vers 1760, il entreprend des travaux de construction dans le monastère Saint-Cyrille, à la périphérie de Kiev. Il a redécoré l'ancienne église Saint-Cyrille, construit la clôture du monastère, ainsi qu'un clocher à trois niveaux avec un porche et une petite église au deuxième étage. Il reconstruit également d'autres monuments de l'époque de la Rus' de Kiev, confortant ainsi le rôle idéologique Kiev comme « cité mère des Russes », de conservatoire de la mémoire des Slaves de l'est.
On compte ainsi l'église de Pyrohochtcha, en y adjoignant un clocher (démoli après l'incendie en 1811 ou selon d'autres sources en 1835 mais le contour des fondations reste visible sur le pavage), ainsi que l'église de la Résurrection de Podil (uk) et le clocher monumental de l'église Saint-Pierre-et-Saint-Paul (uk) (ancien couvent dominicain, détruit aujourd'hui et remplacé depuis 1967 par une caserne). Malheureusement, la plupart des bâtiments mentionnés précédemment n'ont pas survécu.
Parmi les bâtiments existants de Grigorovitch-Barski, l'église de l'Intercession (ru) de Podil, construite par lui en 1766 comme paroisse, se distingue par sa recherche architecturale. Peut-être l'architecte s'est-il inspiré, de l'église voisine de Saint-André, construite par le célèbre architecte de Saint-Pétersbourg Francesco Bartolomeo Rastrelli. Leurs caractéristiques communes — en particulier, les frontons courbes semi-circulaires et les éléments d'ornementation extérieure — ne doivent cependant pas oblitérer que, comme l'a noté le critique d'art Fedor Ernst, « la construction de l'église s'est inspirée des exemples de construction ukrainienne en bois ».

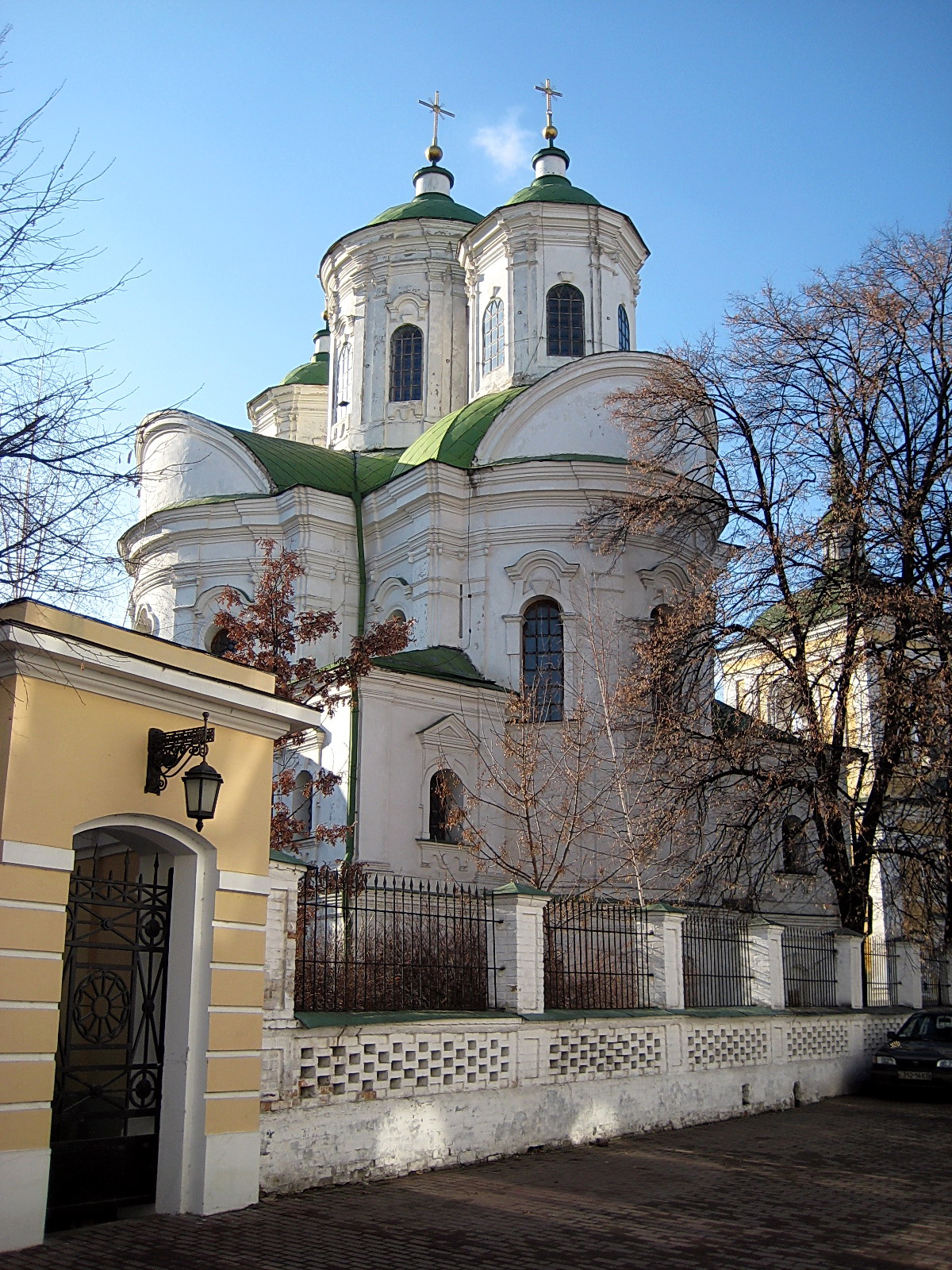
Église de l'Intercession (Kiev)

Une autre de ses créations est l'église Saint-Nicolas-sur-les-Berges (ru), construite en 1772-1775. Le tambour du bain a un décor original : sur les doubles colonnes corinthiennes, au lieu de la corniche, repose un certain nombre d'archivoltes semi-circulaires. Il est tout à fait possible que l'architecte ait emprunté cette forme à l'image d'un gazebo dans l'un des dessins de son frère, le voyageur Basile Grigorovitch-Barski. L'aspect du bâtiment a été légèrement modifié par la reconstruction des bains publics après l'incendie de 1811, qui a également détruit tout l'intérieur d'origine.
Il reconstruit également les « magasins de la ville » (rue Bratska, 2), des entrepôts construits par un architecte à la demande du magistrat en 1766-1769 pour prévenir les pénuries liées à de mauvaises récoltes. Toujours dans les années 1760, l'architecte construit l'ancienne Gostiny Dvir ; cependant, comme les cellules du monastère grec et la maison de Youri Dranchev, qui se trouvait sur la place Kontraktova, elle a été depuis détruite.
En 1776, l'architecte poursuit la restauration du Palais impérial de Mariyinsky.
Après la mort d'Ivan Grigorovitch-Barski et une période de 15 ans d'atonie pour Kiev en ce qui concerne l'architecture et l'urbanisme, Andreï Melenski devient de 1799 à 1829 l'architecte en chef et le principal urbaniste de cette ville de province de l'Empire russe en donnant une inflexion nettement néoclassique.

### Édifices encore conservés
| Nom                                                          | Emplacement                                        | Époque de construction ou de reconstruction | Remarques | Photographie |
| ------------------------------------------------------------ | -------------------------------------------------- | ------------------------------------------- | --- | ------------ |
| Église-réfectoire du monastère Sainte-Sophie                 | Kiev, ville de Iaroslav                            | 1769                                        | Перебудована після пожежі. В 1822 та 1869–1872 зазнавала подальших перебудов та прибудов. Під час реставрації в 1970 році частково повернуті первісні форми.                                                                                 |              |
| Première fontaine de Samson (Kiev)                           | Kiev, Podil                                        | 1748–1749                                   | Знищений 1934 року, відбудований 1982 року. |              |
| Église de l'Intercession de Podil                            | Kiev, Podil                                        | 1766–1772                                   | Первісно була двоярусною, проте під час пожежі завалилися склепіння першого поверху. |              |
| Église Saint-Nicolas-sur-les-berges                          | Kiev, Podil                                        | 1772–1775                                   | Баня перебудована після пожежі 1811 року, тоді ж втрачено первісний інтер'єр. |              |
| Bâtiment de la boursa de l'Acédémie Mohyla                   | Kiev, Podil                                        | 1760–1778                                   | Первісно була дерев'яною на кам'яному фундаменті, у 1809–1811 за проектом Андрія Меленського було надбудовано другий поверх. |              |
| Magasins de blé                                              | Kiev, Podil                                        | 1756–1766 або 1756–1769                     | Значно постраждало під час пожежі, відбудоване за проектом Андрія Меленського в 1811—1812 роках. 1837 року передане під пересильну в'язницю, 1875 року передане Олександрівському ремісничому училищу, 1892—1893 надбудовано третій поверх,. |              |
| Portail en brique et clôture près de l'église Saint-Élie     | Kiev, Podil                                        | 1755                                        | |              |
| Maison de Pierre Ier                                         | Kiev, Podil                                        | 1791                                        | Reconstruit. |              |
| Clocher de l'église Saint-Nicolas                            | Kiev, Podil                                        | 1781                                        | Reconstruit. |              |
| église Saint-Cyrille                                         | Kiev, Дорогожичі                                   | 1748–1760                                   | Reconstruit. |              |
| Clôture du Monastère Saint-Cyrille-de-Dorogojitch            | Kiev, Дорогожичі                                   | 1748–1760                                   | Більша частина огорожі з брамою та трьома вежами зруйнована в 1937 році, збереглася лише невелика частина стіни з однією вежею. |              |
| Cathédrale de la Nativité de la Vierge                       | Région de Tchernihiv, Kozelets                     | 1752–1763                                   | Збудований разом з Андрєм Квасовим на замовлення Розумовських. |              |
| Clocher de la cathédrale de la Nativité de la Vierge         | Région de Tchernihiv, Kozelets                     | 1766–1770                                   | La partie baroque ayant brûlé en 1848. |              |
| Bâtiment de la caserne                                       | Région de Tchernihiv, Kozelets                     | 1753–1758 або 1759–1765                     | Construit sur la demande du cosaque de Kyiv, Youkhym Daragan. |              |
| Cathédrale de la Transfiguration du monastère de Krasnohorsk | Région de Tcherkassy, Bakaïvka près de Zolotonocha | 1767–1771                                   | construit aux frais de Sophrone évêque de d'Irkoutsk. |              |

### Édifices détruits
| Nom                                                              | Emplacement                   | Époque de construction ou de reconstruction | Époque de destruction | Remarques | Photographie |
| ---------------------------------------------------------------- | ----------------------------- | ------------------------------------------- | --------------------- | --- | ------------ |
| Старий Гостиний двір                                             | Kiev, Podil                   | 1778                                        |                       | Знаходився навпроти Воскресенської церкви, мав форму каре,. |              |
| Келії Грецького монастиря                                        | Kiev, Podil                   | 1766                                        |                       | Були одноповерховими з двоповерховим ризалітом. |              |
| Будинок Юрія Дранчева                                            | Kiev, Podil                   | 1776                                        |                       | Був двоповерховим. В будинку з 1785 року була розташована міська контора Асигнаційного банку, з 1789 року міський поштамт. До 1803 року в будинку розташовувалося Головне народне училище Київської губернії. Будинок пережив Подільську пожежу.                                                                       |              |
| Будинок Івана Григоровича-Барського                              | Kiev, Podil                   | XVIII століття                              |                       | Будинок пережив Подільську пожежу. |              |
| Петропавлівська церква                                           | Kiev, Podil                   | 1744–1750                                   | 1935                  | Перебудована. Первісно це був костел домініканського монастиря, збудований в 1600–1640-х роках. У 1786–1811 – грецька церква. |              |
| Дзвіниця Петропавлівської церкви                                 | Kiev, Podil                   | 1744–1750 або 1761–1763                     | 1935                  | Первісне барокове завершення бані, пошкоджене внаслідок Подільської пожежі, було замінене банею зі шпилем в стилі ампір. |              |
| Келії Києво-Братського монастиря                                 | Kiev, Podil                   | 1781                                        |                       | [ 11 ] |              |
| Корпус викладачів Києво-Могилянської академії                    | Kiev, Podil                   | 1781                                        |                       | [ 11 ] |              |
| Церква Богородиці Пирогощої                                      | Kiev, Podil                   | 1752–1772 або 1779                          | 1935                  | Перебудована. Була частково зруйнована в результаті пожеж, 1809 року завалилася баня. Після цього перебудована Андрієм Меленським у стилі класицизм, храм став знову однобанним. 1835 року над входом надбудували дзвіницю в стилі ампір. Після руйнування в 1935 відбудована в 1997–1998 роках у формах XII століття. |              |
| Дзвіниця Церкви Богородиці Пирогощої                             | Kiev, Podil                   | 1751–1762 або 1782                          | 1811 або 1835         | . Офіційною причиною знесення було те, що вона нібито заважає вуличному рухові. |              |
| Воскресенська церква                                             | Kiev, Podil                   | 1760                                        | 1935                  | Перебудована. 1809 року за проектом архітектора Андрія Меленського було прибудовано дзвіницю. Дуже постраждала під час пожежі 1811 року. |              |
| Магістратський поштовий двір                                     | Kiev Podil                    | XVIII століття (не раніше 1740-х)           |                       | Зображений на плані 1786 року, знаходився на розі сучасних Спаської вулиці та Контрактової площі. Був двоповерховим. |              |
| Благовіщенська надбрамна церква-дзвіниця Кирилівського монастиря | Kiev, Дорогожичі              | 1748–1760                                   | 1937                  | Після пожежі 1849 року отримала півсферичний класицистичний купол. З 1999 року внесена в програму відтворення видатних храмів України. |              |
| Трапезна з церквою Василя Великого Кирилівського монастиря       | Kiev, Дорогожичі              | 1748–1749                                   |                       | . Згідно деяких джерел, тотожна Благовіщенській надбрамній церкві-дзвіниці. |              |
| Келії Кирилівського монастиря                                    | Kiev, Дорогожичі              | 1748–1760                                   | 1937                  | |              |
| Будинок архімандрита Кирилівського монастиря                     | Kiev, Дорогожичі              | 1748–1760                                   |                       | |              |
| Петропавлівська надбрамна церква Межигірського монастиря         | Région de Kiev, Нові Петрівці | 1772–1774                                   | 1935                  | Побудована на кошти Петра Калнишевського. |              |
| Корпус братських келій Межигірського монастиря                   | Région de Kiev, Нові Петрівці | 1764 або 1766                               | 1935                  | . Побудовані на кошти Петра Калнишевського. |              |

### Édifices attribués à Grigorovitch-Barski
Plusieurs bâtiments sont traditionnellement attribués à l'architecte en raison de la proximité avec son style. En particulier, parmi eux : 
| Nom                                        | Emplacement                      | Époque de construction ou de reconstruction | Remarques | Photographie |
| ------------------------------------------ | -------------------------------- | ------------------------------------------- | --- | ------------ |
| Église des Saints Constantin et Hélène     | Kiev, Podil                      | 1747 - 1757                                 | Reconstruit. L'église Saint-Démétrius, une galerie et un clocher ont également été achevés. En 1797, le deuxième étage du clocher a été ajouté . Reconstruit en 1865. La plupart des bâtiments ont été détruits avant 1930, seule l'église Saint-Démétrius a survécu. |              |
| Logis de l'abbé de l' Académie Mohyla      | Kiev, Podil                      | 1781                                        | . En 1821, il a été reconstruit par Andriy Melensky, le plan d'origine a été perdu . |              |
| Clocher du porche de la Laure de Petchersk | Kiev, Petchersk                  | 1759 - 1762                                 | Le clocher a été construit par l'architecte Lavra Stepan Kovnir, mais certains chercheurs attribuent la paternité du projet à Ivan Hryhorovych-Barsky, sa paternité n'a pas été documentée.                                                                           |              |
| Clocher                                    | Kiev, Petchersk                  | 1754 - 1761                                 | Le clocher a été construit par l'architecte Lavra Stepan Kovnir, mais certains chercheurs attribuent la paternité du projet à Ivan Hryhorovych-Barsky . Parmi les auteurs du projet figurent également Johann-Gottfried Schedel, Peter Neyolov ou Kovnir .            |              |
| Église de la Trinité                       | Région de Tchernihiv, Lemeshi    | 1755 - 1760                                 | L"église a été construite sur le tombeau de Grégoire (Lemesh). Il est également suggéré que l'auteur du projet pourrait être Andriy Kvasov ou Semyon Karin . |              |
| Église Saint-Jean le théologien            | Région de Tchernihiv, Nizhyn     | 1752                                        | Il a été construit aux dépens du grec Ivan Ternaviot . |              |
| Église de la Sainte Résurrection           | Région de Tchernihiv, Tchernihiv | 1772 - 1775                                 | Similaire en décoration et en forme . |              |
| Église Saint-Michel                        | Région de Soumy, Voronej         | 1776 - 1781                                 | Les hauts reliefs sont largement utilisés dans la décoration. En 1890, le clocher a été ajouté . | lien=        |
| Église de l'Assomption de la Sainte Vierge | Région de Vinnytsia, Bar         | 1755 - 1757                                 | Il existe une version selon laquelle Ivan Hryhorovych-Barsky a été impliqué dans la construction de cette église ,, mais aucune preuve n'a été trouvée. |              |